# Билли Кид
Уильям Генри Маккарти (англ. William Henry McCarty, 17 сентября (или 23 ноября) 1859 — 14 июля 1881), более известен как Билли Кид (англ. Billy the Kid, дословно Малыш Билли) — американский ганфайтер, член окружного отряда «Регуляторы», впоследствии ставший бандитом. Также был известен под псевдонимами Кид Антрим (англ. Kid Antrim), Генри Антрим (англ. Henry Antrim) и Уильям Гаррисон Бонни (англ. William Harrison Bonney).
Маккарти осиротел в 14 лет. Впервые его арестовали за кражу еды в конце 1875 года, когда ему было 16 лет. Десять дней спустя он ограбил китайскую прачечную и был снова арестован, но вскоре после этого сбежал. Он бежал с Территории Нью-Мексико в Аризону, что сделало его и преступником и федеральным беглецом. В 1877 году Маккарти начал называть себя «Уильямом Бонни». В двух разных версиях плаката разыскиваемого от 23 сентября 1875 года его называют «Уильям Райт, более известный как Билли Кид».
После убийства кузнеца во время ссоры в августе 1877 года Маккарти был объявлен в розыск в Аризоне и вернулся в Нью-Мексико. Он стал широко известен в регионе, когда присоединился к «Регуляторам» и принял участие в войне в округе Линкольн в 1878 году. Маккарти и двум другим «Регуляторам» позднее было предъявлено обвинение в убийстве трёх человек, в том числе шерифа округа Линкольн Уильяма Брейди и одного из его заместителей.
Слава Маккарти выросла в декабре 1880 года, когда в Las Vegas Gazette в Лас-Вегасе (шт. Нью-Мексико) и The Sun в Нью-Йорке появились рассказы о его преступлениях. Шериф Пэт Гарретт арестовал Маккарти позже в том же месяце. В апреле 1881 года Маккарти предстал перед судом и за убийство Брейди был приговорён к повешению в мае того же года. Он сбежал из тюрьмы 28 апреля, убив двух заместителей шерифа, и избегал задержания более двух месяцев. 14 июля 1881 года Гарретт застрелил 21-летнего Маккарти в Форт-Самнере. В течение следующих десятилетий росли легенды о том, что Маккарти выжил, и множество людей выдавало себя за него. Билли Кид остаётся одной из самых известных фигур той эпохи, его жизнь и образ часто драматизировались в западной народной культуре.

## Биография

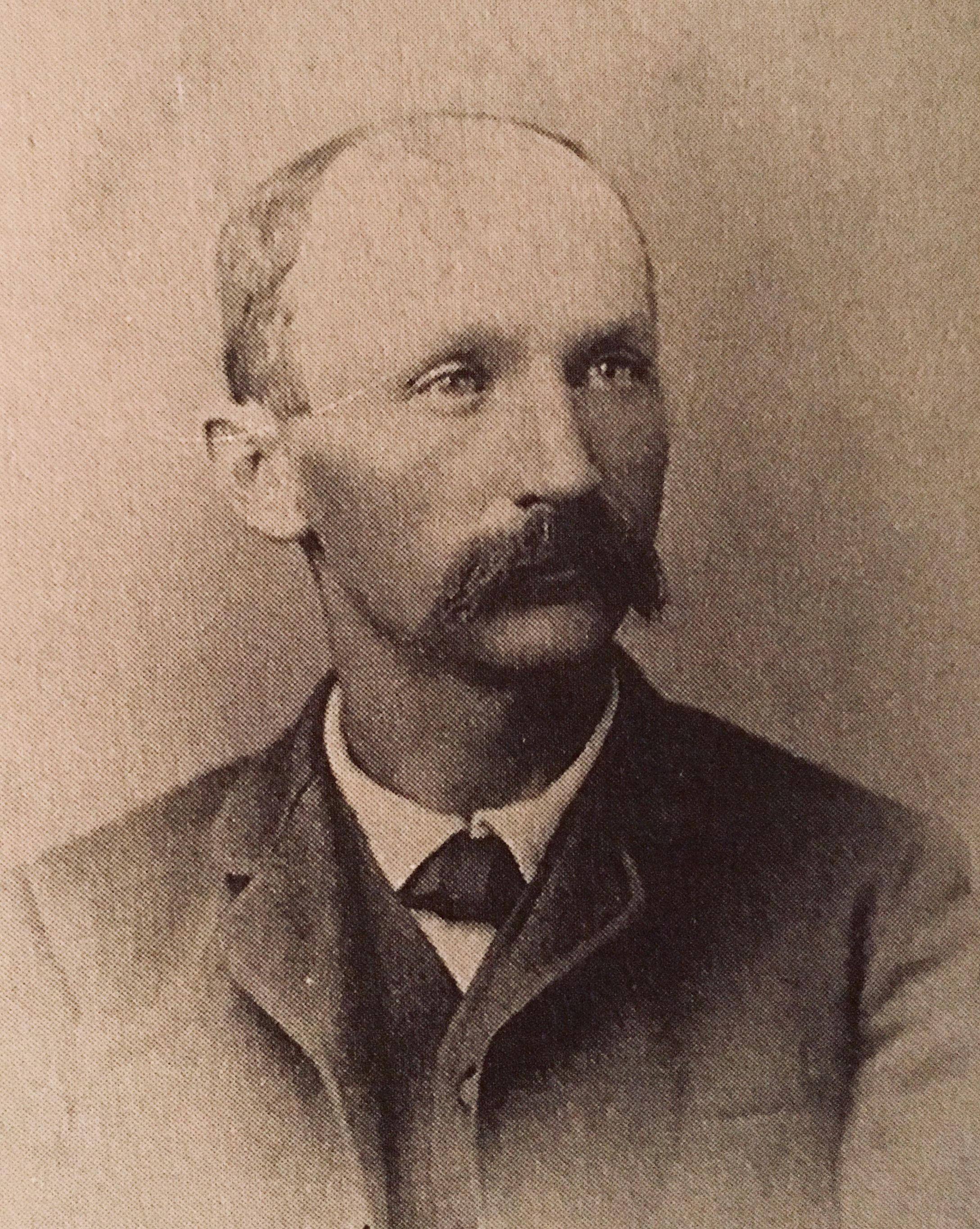
Уильям Генри Антрим, отчим Билли Кида

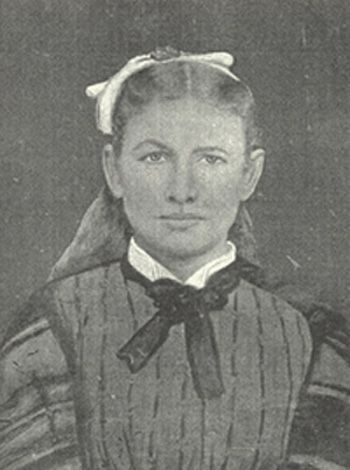
Кэтрин Дэвайн Маккарти Антрим, мать Билли Кида

Билли Кид родился в Нью-Йорке в семье Патрика Маккарти и Кэтрин Дэвайн. У него был младший брат Джозеф, родившийся в 1863 году. На сегодняшний день доподлинно установлен лишь год рождения Билли Кида — 1859, — в то время как день и месяц не имеют точного подтверждения — либо 17 сентября, либо 23 ноября. Видимо, настоящей датой его рождения является именно 23 ноября, так как в своё время представитель манхэттеннской Католической Церкви Святого Петра заявил, что у них есть документы, подтверждающие, что Уильяма Маккарти крестили в их церкви 28 ноября 1859 года.
Вскоре Патрик Маккарти умер, и Кэтрин с сыновьями переехала в штат Индиана в Индианаполис, где встретила Уильяма Генри Харрисона Антрима, вместе с которым они затем в 1870 году переехали в штат Канзас в Уичито. 1 марта 1873 года Кэтрин вышла замуж за Антрима в Первой пресвитерианской церкви в Санта-Фе в штате Нью-Мексико (Уильям и Джозеф выступили свидетелями), после чего они переехали в Силвер-Сити, где Кэтрин умерла от туберкулёза 16 сентября 1874 года. Джозеф, в отличие от брата, взял фамилию отчима.
Сара Браун, владелица пансиона, дала осиротевшему 14-летнему Маккарти комнату в обмен на работу. 16 сентября 1875 года Маккарти был пойман за кражей еды, а спустя десять дней он и Джордж Шефер ограбили китайскую прачечную, украв одежду и два пистолета. Маккарти был обвинён в воровстве и был заключён в тюрьму, откуда сбежал два дня спустя. Он перебрался к отчиму, но тот через какое-то время выставил его вон; Маккарти напоследок украл у него одежду и оружие. Это был последний раз, когда они виделись друг с другом.

### Преступления
Считается, что он совершил убийства двадцати одного человека, но фактическое количество близко к девяти (четырёх он убил сам, пятерых — с чужой помощью). Часть убийств он совершил при исполнении служебных обязанностей, как помощник шерифа.

#### Первые преступления
Уйдя от отчима, Маккарти отправился на юго-восточную территорию штата Аризона, где работал на ранчо, а в свободное время пропадал в игорных домах. В 1876 году он был нанят в качестве работника ранчо известным фермером Генри Хукером и в этот же период познакомился с Джоном Р. Макки, преступником шотландского происхождения и бывшим рядовым кавалерии США, который после увольнения из армии обосновался недалеко от поста армии США в Кэмп-Гранте. Вскоре пара начала красть лошадей у местных солдат и именно тогда же Маккарти приобрёл кличку «Кид», но звался как Кид Антрим. Кличка была вызвана его внешностью и поведением — низкорослый (в 17 лет его рост был зафиксирован как 170 сантиметров) и гибкий, он был обладателем голубых глаз, гладковыбритых щёк и выступающих передних зубов. Позже, когда он попал на страницы газет, многие репортёры говорили, что «Билли обаятелен и приятен». Он также был общителен и смешлив, но эти качества прятались под жёстким характером и твёрдой решительностью в сочетании с отменным владением оружием и почти животным чутьём. Его наиболее заметным атрибутом была шляпа сомбреро с широкой зелёной декоративной лентой. Прекрасно играл на музыкальных инструментах.
17 августа 1877 года 17-летний Маккарти был в салуне в деревне Бонита, где у него произошла стычка с кузнецом Фрэнсисом Кэхиллом, который, согласно показаниям, часто издевался над Маккарти и не раз называл его «pimp» (сутенёр). В какой-то момент Кэхилл повалил Маккарти на пол, после чего тот выхватил пистолет и выстрелил в Кэхилла. Свидетели утверждали, что действия Маккарти были вынужденными. Кэхилл скончался на следующий день, а Маккарти сбежал из деревни, но через какое-то время вернулся и был задержан местным судьёй Майлзом Вудом. Его посадили под арест в сторожку в Кэмп-Гранте, но он сбежал оттуда ещё до прибытия правоохранительных органов. Украв лошадь он сбежал на территорию штата Нью-Мексико, но столкнулся там с индейцами Апачи, которые отняли у него лошадь и заставили идти дальше пешком. На грани полного истощения ему удалось добраться до форта Стэнтона, где жил его друг Джон Джонс, который был членом банды «Воины семи рек» (Seven Rivers Warriors). Мать Джонса Барбара ухаживала за Маккарти, пока тот восстанавливал здоровье. Выздоровев, Маккарти отправился в бывший армейский пост в Апач-Тежу, где присоединился к банде грабителей, которые в округе Линкольн совершали набеги на стада, принадлежащие магнату крупного рогатого скота Джону Чизуму. В какой-то момент в этот же 1877 год Маккарти начал называть себя «Уильям Гаррисон Бонни».

#### Война в округе Линкольн
Вскоре Маккарти устроился работать ковбоем на ранчо местного бизнесмена-англичанина Джона Танстелла недалеко от реки Рио-Феликс. Танстелл и его деловой партнёр и адвокат Александр Максуин были противниками альянса, который образовали три других местных бизнесмена — Лоренс Мёрфи, Джеймс Долан и Джон Райли. С начала 1870-х годов эта троица имела большой экономический и политический вес в округе Линкольн за счёт того, что у них был заключён с правительством США контракт на поставки мяса, а их фирма имела мощных покровителей в лице губернатора и генерального прокурора Территории Нью-Мексико, которые были её поручителями.
В феврале 1878 года Макcуин задолжал Долану 8 000 долларов. Тот добился получения судебного ордера и попросил шерифа округа Линкольн Уильяма Брейди наложить арест на имущество и скот Танстелла, оценив его в почти 40 000 долларов. Одновременно Танстелл поручил Маккарти присматривать за девятью лошадьми и велел ему перевезти их на его ранчо для сохранности. Тем временем Брейди собрал большой отряд, чтобы захватить скот Танстелла. 18 февраля Танстелл узнал о присутствии отряда на его земле и выехал, чтобы вмешаться. Завязалась схватка, в процессе которой один из членов отряда выстрелил Танстеллу в грудь, сбив его с лошади. Другой член отряда взял пистолет Танстелла и убил его выстрелом в затылок. Убийство Танстелла в итоге вызвало конфликт между двумя фракциями, который вошёл в историю, как война в округе Линкольн.
После смерти Танстелла Маккарти и другой ковбой, Дик Брюэр, дали показания под присягой против Брейди и его отряда и получили ордера на арест виновных от мирового судьи округа Линкольн Джона Б. Уилсона. 20 февраля при попытке арестовать убийц Танстелла констебль Мартинес вместе с Маккарти и Фредом Уэйтом сами были арестованы шерифом. Заместитель Маршала США Роберт Виденманн, который был другом Маккарти, сумел освободить его, после чего Билли присоединился к «Регуляторам» округа Линкольн. 9 марта «Регуляторы» захватили Фрэнка Бейкера и Уильяма Мортона, членов отряда Брейди, и убили их при попытке к бегству.

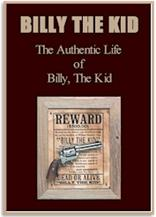
Обложка книги, 1882 год

1 апреля 1878 года «Регуляторы», в том числе Билли Кид, устроили засаду на шерифа Брейди и четырёх его заместителей на главной улице Линкольна. Нападение было совершено из-за забора магазина Танстелла. Брейди был убит на месте, получив около дюжины огнестрельных ранений, заместитель шерифа Джордж Хиндман был смертельно ранен в спину.
23 декабря 1880 года шерифу Гарретту удалось арестовать Билли Кида, чему предшествовала схватка с его бандой (некоторые из членов банды были убиты Гарреттом за несколько дней до этого). В апреле 1881 года Кид предстал перед судом и за убийство Брейди был приговорён к повешению в мае того же года. Он сбежал из тюрьмы 28 апреля, убив двух заместителей шерифа, и избегал задержания ещё более двух месяцев. 14 июля 1881 года Гарретт снова настиг Кида и на этот раз застрелил его.
Хотя Билли Кид не был широко известен при жизни, он превратился в легенду через год после смерти, когда его убийца, шериф Пэт Гэрретт, опубликовал сенсационную биографию преступника под названием «Истинная жизнь Билли Кида». С подачи Гэрретта Билли Кид стал одним из символов Дикого Запада.

## Попытка посмертного помилования
В декабре 2010 года администрация губернатора штата Нью-Мексико, Билла Ричардсона, рассмотрела возможность посмертного помилования Билли Кида.
Обоснованием данного решения считается вероятная сделка, заключённая между Кидом и тогдашним главой штата Лью Уоллесом, который обещал даровать Билли Киду прощение в обмен на признание, как минимум, в трёх убийствах, причём Уоллес формально свою часть договора не сдержал.
В 2010 году офис губернатора предоставил жителям Нью-Мексико возможность до 26 декабря высказать своё собственное мнение о возможности посмертного помилования знаменитого преступника.
31 декабря 2010 года действующий губернатор штата Нью-Мексико отказался посмертно помиловать Билли Кида: по его словам, результаты разбирательства оказались неоднозначными.

## Фотографии Билли Кида

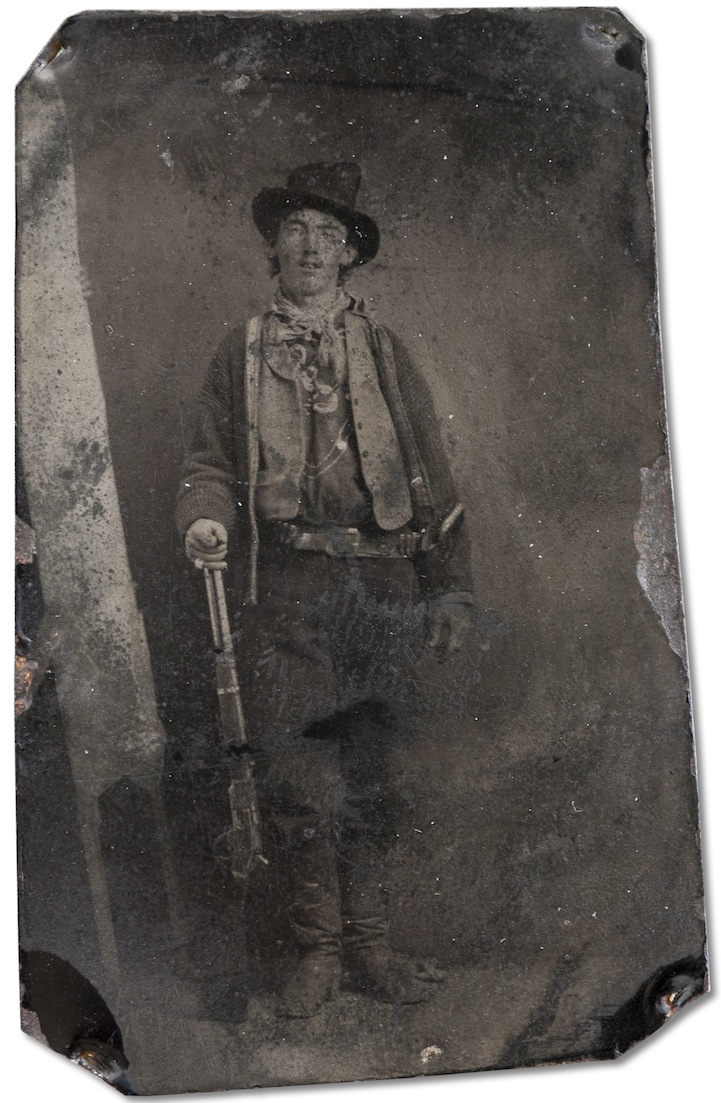
Билли Кид возле салуна в Форт-Самнер, Нью Мексико, 1879 или 1880. Оригинал общеизвестного ферротипного снимка.

На сегодняшний день существует только одна фотография (ферротипия), про которую доподлинно известно, что на ней изображён именно Билли Кид. На снимке Маккарти изображён с «кольтом» в кобуре на левом боку, но ферротип даёт зеркальное изображение фотографируемого объекта, поэтому в реальности «кольт» был на правом боку. Из-за этого в 20-м столетии нередко появлялись публикации, в которых Билли Кид ошибочно был назван левшой или амбидекстром. Сам ферротип сохранился, потому что друг Кида Дэн Дедрик забрал его к себе после его смерти. Оригинальная пластина передавалась по наследству в его семье и несколько раз копировалась, появляясь в многочисленных публикациях в течение 20-го века, пока в июне 2011 года не была куплена на аукционе за 2,3 миллиона долларов бизнесменом Уильямом Кохом.
В 2010 году калифорнийский коллекционер Рэнди Гихаро за 2 доллара купил ферротип в магазине сувениров во Фресно, на котором в отдалении на фоне большого дома группа людей играет в крокет, и заявил, что на фотографии изображены Билли Кид и члены его банды в округе Линкольн. Было проведено несколько экспертиз, но стопроцентного и единого вердикта сделать не получилось: люди на фотографии в момент съёмки находились слишком далеко от камеры, что не позволяло провести детальное сравнение внешности. В августе 2015 года официальные лица Департамента по делам культуры Нью-Мексико заявили, что им не удалось подтвердить ни наличие Билли Кида на фотографии, ни даже того факта, что снимок действительно был сделан в округе Линкольн (куратор фотографий во Дворце губернаторских архивов Даниэль Кошарек сказал, что им не удалось даже идентифицировать заснятый ландшафт и других людей на снимке). После экспертиз стоимость изображения возросла до 5 млн долларов. 25 июня 2011 года фотография была продана на 22 ежегодном аукционе Brian Lebel’s Old West Show & Auction в Денвере господину Уильяму Коху за 2,3 миллиона долларов.
В 2011 году житель штата Северная Каролина Фрэнк Абрамс купил на блошином рынке за 10 долларов металлическую пластинку с изображением пяти мужчин в одежде времён Дикого Запада. В 2017 году он заявил, что была проведена экспертиза, по итогам которой было выдвинуто предположение, что двое из пяти мужчин вполне вероятно могут быть самими Билли Кидом и Пэтом Гарретом. Как сообщает CBS, специалисты оценивают его стоимость в миллионы долларов.
| Предположительно Билли Кид и члены его банды, играющие в крокет. Округ Линкольн, штат Нью-Мексико, конец лета 1878. | Предположительно Билли Кид и члены его банды, играющие в крокет. Округ Линкольн, штат Нью-Мексико, конец лета 1878. |
| --- | --- |
| | |
| Оригинальное фото.                                                                                                  | Фрагмент оригинала, на котором предположительно изображён Билли Кид (слева)                                         |

## Билли Кид в искусстве

### Кино
- 1943 — «Вне закона» (реж. Говард Хьюз). В роли Билли Кида — Джек Бьютел.
- 1958 — Пистолет в левой руке (Стрелок-левша) (реж. Артур Пенн). В роли Билли Кида — Пол Ньюман.
- 1966 — Дни в Долине Смерти (реж. Стюарт Э. Макгоуэн, Хэрмон Джонс). В роли Билли Кида — Роберт Блейк.
- 1970 — Чизам (реж. Эндрю В. Маклаглен). В роли Билли Кида — Джеффри Дьюэл[англ.].
- 1973 — Пэт Гэрретт и Билли Кид (реж. Сэм Пекинпа). В роли Билли Кида — Крис Кристофферсон.
- 1988 — Молодые стрелки (реж. Кристофер Кейн). В роли Билли Кида — Эмилио Эстевес.
- 1989 — Невероятные приключения Билла и Теда (реж. Стивен Херек). В роли Билли Кида — Дэн Шор.
- 1989 — Билли Кид Гора Видала (реж. Уильям Грэм). В роли Билли Кида — Вэл Килмер.
- 1990 — Молодые стрелки 2 (реж. Джефф Мёрфи). В роли Билли Кида — Эмилио Эстевес.
- 1999 — Чистилище (реж. Ули Эдель). В роли Билли Кида — Донни Уолберг.
- 2006 — Реквием по Билли Киду[англ.] (реж. Энн Файнсилбер[фр.]) В роли Билли Кида — Крис Кристофферсон
- 2007 — Бладрейн 2: Освобождение (реж. Уве Болл). В роли Билли Кида — Зак Уорд.
- 2009 — Счастливчик Люк (реж. James Huth). В роли Билли Кида — Микаэль Юн.
- 2019 — Малыш Кид (реж. Винсент д’Онофрио). В роли Билли Кида — Дэйн ДеХаан.
- 2021 — Старый Генри (реж. Потси Понцироли). В роли Билли Кида — Тим Блейк Нельсон.
- 2022 — Билли Кид/ Billy the Kid. В роли Билли Кида — Том Блайт.

### Музыка
- Балет «Billy the Kid» А. Копленда
- Dschinghis Khan — Billy the Kid
- Running Wild — Billy the Kid
- Диа Фрэмптон[англ.] — Billy the Kid
- Марти Роббинс — Billy the Kid
- Билли Джоэл — The Ballad of Billy the Kid
- Spellblast — Billy The Kid
- OTT - Billy the Kid Strikes Back

### Мультипликация
- 2002 — мультсериал «Симпсоны», серия «Treehouse of Horror XIII».
- 2016 — Патриотизм Мориарти (манга, аниме) (авт. сюжета Рёске Такеучи, иллюстратор Миёши Хикару)

### Игры
- 1990 — The Legend of Billy the Kid
- 1994 — Billy the Kid Returns
- 2001 — America: No Peace Beyond the Line
- 2002 — В настольной игре Бэнг! есть персонаж Малыш Билли.
- 2006 — Great Legends: Billy the Kid II (мобильная игра выпущена GlobalFun AB).
- 2008 — Team Fortress 2 Комиксы (был первым разведчиком синих).
- 2013 — Игровой автомат Dead or Alive от компании Net Entertainment (использован в качестве одного из пяти символов «Wild»).
- 2013 — Call of Juarez: Gunslinger.
- 2016 — Присутствует в качестве персонажа-слуги в Fate/Grand Order.
- 2021 — Присутствует в качестве легендарного охотника (DLC) в игре Hunt: Showdown.
- 2024 — Является персонажем игры Zenless Zone Zero (изображён в виде киборга из фракции Cunning hares)[13].

## Комментарии
1. 1 2  Ферротип даёт зеркальное изображение фотографируемого объекта.